# DAF TROPCO 650kN
DAF TROPCO 650 kN – holenderski transporter czołgów opracowany przez firmę DAF dla Koninklijke Landmacht. W służbie holenderskiej od 2005 roku.
DAF TROPCO został opracowany dla armii holenderskiej do przewozu czołgów Leopard 2 i samobieżnych haubic Panzerhaubitze 2000. Prototyp został zbudowany w roku 2003, a pierwszy transporter do armii holenderskiej trafił w roku 2005.
Użytkownikiem DAF-a TROPCO była też armia kanadyjska, która w roku 2007 wypożyczyła kilka pojazdów od Holendrów.
Transporter TROPCO oparty jest na cywilnym ciągniku siodłowym DAF XF95, jednakże zmodyfikowano m.in. układ napędowy, dostosowując go do wymogów wojskowych odbiorców.
Do pojazdu TROPCO możliwy jest montaż dodatkowego opancerzenia firmy Plasan. Zapewnia on ochronę przed pociskami broni strzeleckiej, odłamkami pocisków artyleryjskich oraz min i ładunków IED.
W kabinie DAF-a TROPCO znajduje się miejsce dla kierowcy oraz trzech pasażerów. Maksymalna ładowność wynosi 65 000 kg. Ponadto występuje wersja ze słabszym silnikiem (o mocy 487 KM) o maksymalnej ładowności 40 000 kg. Ten wariant oznaczony jest jako DAF TROPCO 400 kN.